# Podgajek
Podgajek – wieś w Polsce położona w województwie mazowieckim, w powiecie radomskim, w gminie Przytyk. Ma status sołectwa.
W skład sołectwa Podgajek wchodzą także osada Zameczek i kolonia Zameczek-Kolonia.
Do 1870 istniała gmina Podgajek.
W 1928 roku rolnik Stanisław Gumkowski został odznaczony Brązowym Krzyżem Zasługi za „zasługi na polu społecznym i samorządowym”.
W latach 1975–1998 miejscowość administracyjnie należała do województwa radomskiego.
Według projketu z 14 lipca 2025, miejscowość ma zostać włączona do miasta Przytyka 1 stycznia 2026.
Przez miejscowość przebiega droga wojewódzka nr 732.